# 双南肥蛛
双南肥蛛（学名：Larinia dinanea）为园蛛科肥蛛属的动物。在中国大陆，分布于湖南、云南等地。该物种的模式产地在湖南。